# Uresiphita reversalis
Uresiphita reversalis là một loài bướm đêm trong họ Crambidae.